# Erich von Ehrhardt
Erich Karl Lebrecht Ehrhardt, seit 1854 von Ehrhardt (* 13. Mai 1840 in Delitzsch; † 17. Januar 1899 in Charlottenburg) war ein preußischer Generalmajor. 

## Leben

### Herkunft
Erich Karl Lebrecht Ehrhardt war Sohn des preußischen Generalmajors Johann Karl Friedrich Ehrhardt (1854 in den erblichen preußischen Adelsstand erhoben) und dessen zweiter Ehefrau Henriette Raymunde Cäcille Bauer von Bauern. Er war ein Enkel des preußischen Bauinspektors Gottlob Friedrich Ehrhardt (1758–1824). Die nobilitierte Familie Ehrhardt ist im Mannesstamm (eigenen Stamm) erloschen.

### Militärkarriere
Erich von Ehrhardt erreichte den Dienstgrad eines Generalmajors in der Königlich Preußischen Armee.

### Familie
Erich Karl Lebrecht von Ehrhardt heiratete am 17. Juni 1876 Klara Luise Marie von Natzmer (* 18. Juni 1849 im Herzogtum Löwenberg, Schlesien). Er starb am 17. Januar 1899 in Berlin.